# Scheloribates grandis
Scheloribates grandis är en kvalsterart som beskrevs av Subbotina 1979. Scheloribates grandis ingår i släktet Scheloribates och familjen Scheloribatidae. Inga underarter finns listade i Catalogue of Life.